# Violett sporrgök
Violett sporrgök (Centropus violaceus) är en fågel i familjen gökar inom ordningen gökfåglar.

## Utseende och läte
Violett sporrgök är en mycket stor (64 cm) sporrgök med helt lilaglänsade svartaktig fjäderdräkt. Ögat är rött, med svart ögonring omringad av vitaktig bar hud. Näbben är svart, benen varierande vitaktiga, ljusbruna eller skifferblå. Lätet är ett djupt tvåstavigt "wu-wuuu", påminnande om ljudet av stora metallskivor som böjs, ibland upplandat med snabba klunkande läten. Även hesa och raspiga "wrah!-wrah!" kan höras.

## Utbredning och status
Fågeln förekommer i Bismarckarkipelagen (Niu Ailan och Niu Briten). IUCN kategoriserar arten som livskraftig.